# Seán Drea
Seán Joseph Drea (Muine Bheag, 3 de marzo de 1947) es un deportista irlandés que compitió en remo. Ganó una medalla de plata en el Campeonato Mundial de Remo de 1975, en la prueba de scull individual.

## Palmarés internacional
| Campeonato Mundial | Campeonato Mundial       | Campeonato Mundial | Campeonato Mundial |
| Año                | Lugar                    | Medalla            | Prueba             |
| ------------------ | ------------------------ | ------------------ | ------------------ |
| 1975               | Nottingham (Reino Unido) | Medalla de plata   | Scull individual   |